# Lids socken
Lids socken i Södermanland ingick i Rönö härad, ingår sedan 1971 i Nyköpings kommun och motsvarar från 2016 Lids distrikt.
Socknens areal är 42,56 kvadratkilometer, varav 39,96 land. År 2000 fanns här 201 invånare. Sockenkyrkan Lids kyrka ligger i socknen.  

## Administrativ historik

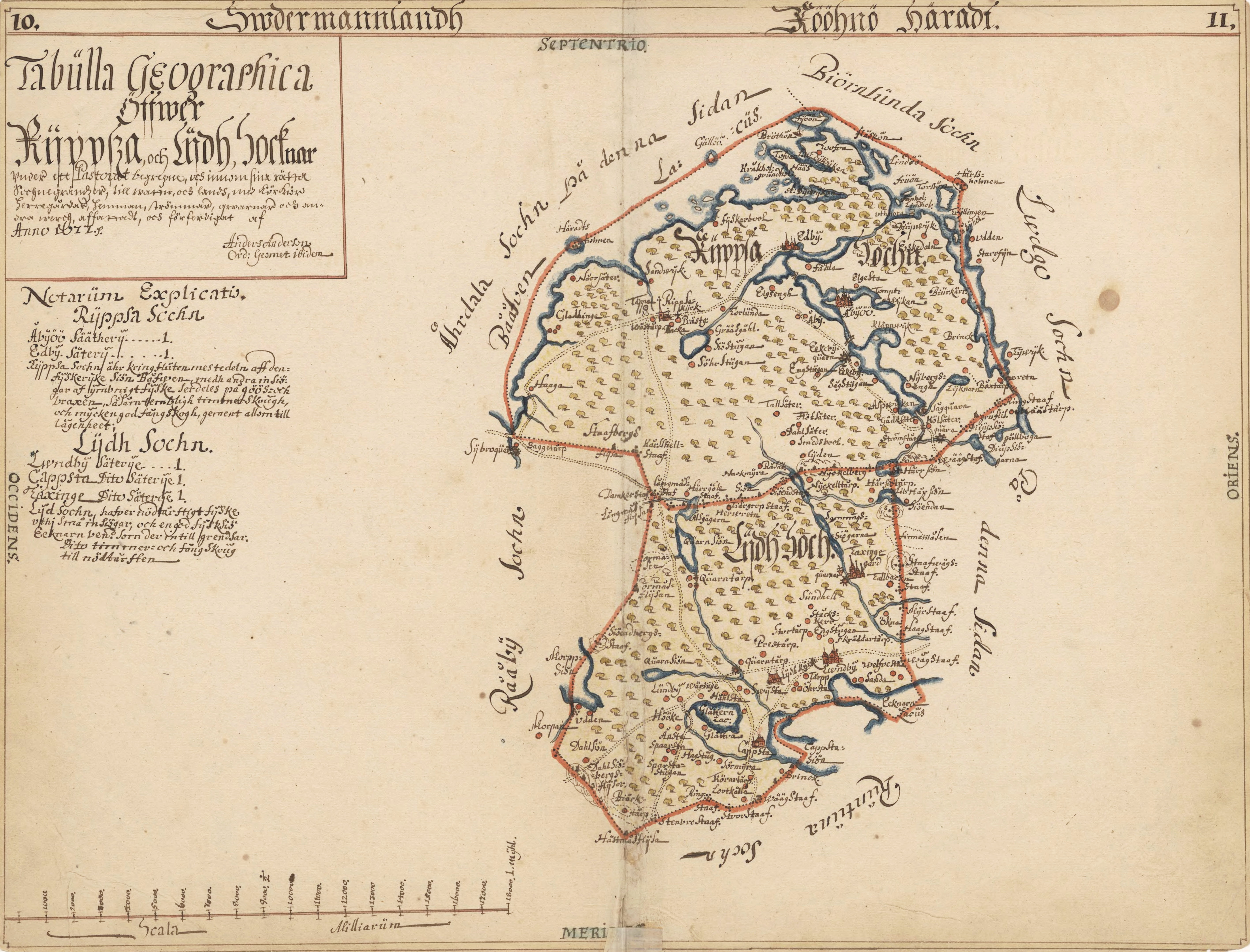
Karta över Lids socken 1677.

Lids socken har medeltida ursprung. 
Vid kommunreformen 1862 övergick socknens ansvar för de kyrkliga frågorna till Lids församling och för de borgerliga frågorna till Lids landskommun. Landskommunen inkorporerades 1952 i Rönö landskommun som uppgick 1971 i Nyköpings kommun. Församlingen uppgick 1 januari 2002 i Rönö församling.
1 januari 2016 inrättades distriktet Lid, med samma omfattning som församlingen hade 1999/2000.  
Socknen har tillhört län, fögderier, tingslag och domsagor enligt vad som beskrivs i artikeln Rönö härad.  De indelta soldaterna tillhörde Södermanlands regemente, Nyköpings kompani och Livregementets grenadjärkår, Södermanlands kompani.

## Geografi
Lids socken ligger norr om Nyköping med sjön Eknaren i sydost och skogsområdet Fjällveden i norr. Socknen är en skogsbygd mer kuperad i norr och med småsjöar i sydost.

### Geografisk avgränsning
I sydost ligger sjön Eknaren (11 m ö.h.). Mitt i sjön ligger ett "tresockemöte" Lid-Runtuna-Spelvik. Runtuna socken avgränsar Lids socken i söder. Spelviks socken gränsar mot Lid enbart i vattnet på en sträcka av ca 600 meter varefter ännu ett "tresockenmöte" Lid-Spelvik-Ludgo ligger i Eknarens nordöstra vik. Härifrån gränsar Lid mot Ludgo socken i öster.
Längst i nordost ligger Horssjön (39 m ö.h.) och Trosasjön (41 m ö.h.). I den sistnämnda ligger "tresockenmötet" Lid-Ludgo-Ripsa. Gränsen mot Ripsa socken löper genom Fjällveden i norr och korsar Samlingssjöns (30 m ö.h.) norra ände. Den största delen av sjön ligger inom Lids socken. Strax nordväst om sjön Ålskäggaren (48 m ö.h.) ligger "tresockenmötet" Lid - Ripsa - Råby-Rönö. Socken avgränsas i väster av Råby-Rönö socken. Längst i sydväst, vid Hästmossen ligger "tresockenmötet" Lid - Råby-Rönö - Runtuna. Gränsen mellan Lid och Runtuna socken i söder korsar bl.a. Kappstasjön (11,3 m ö.h.).

## Fornlämningar
Bronsåldern märks genom många stora gravrösen. Från samma tid härstammar skärvstenshögar och skålgropar. Från järnåldern finns 25 gravfält, vilka har spår efter kontinuerlig bosättning. Det finns även husgrundsterrasser samt fem runstenar. På Lundby-Lids gravfält vid nordvästra viken av sjön Eknaren finns en välbevarad skeppsättning från brons- eller järnåldern.

## Bilder

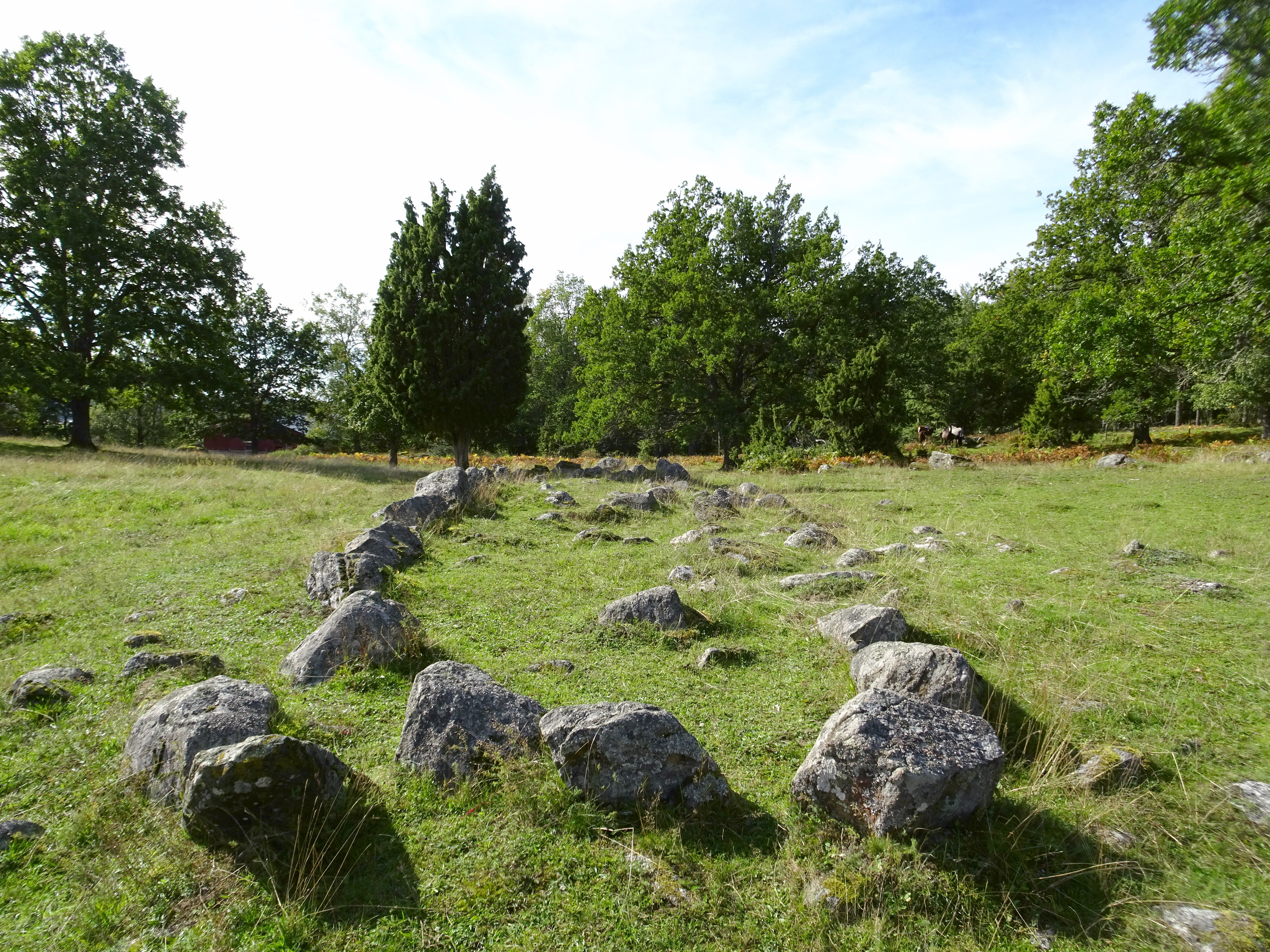
Skeppsättning Lid 14:1.
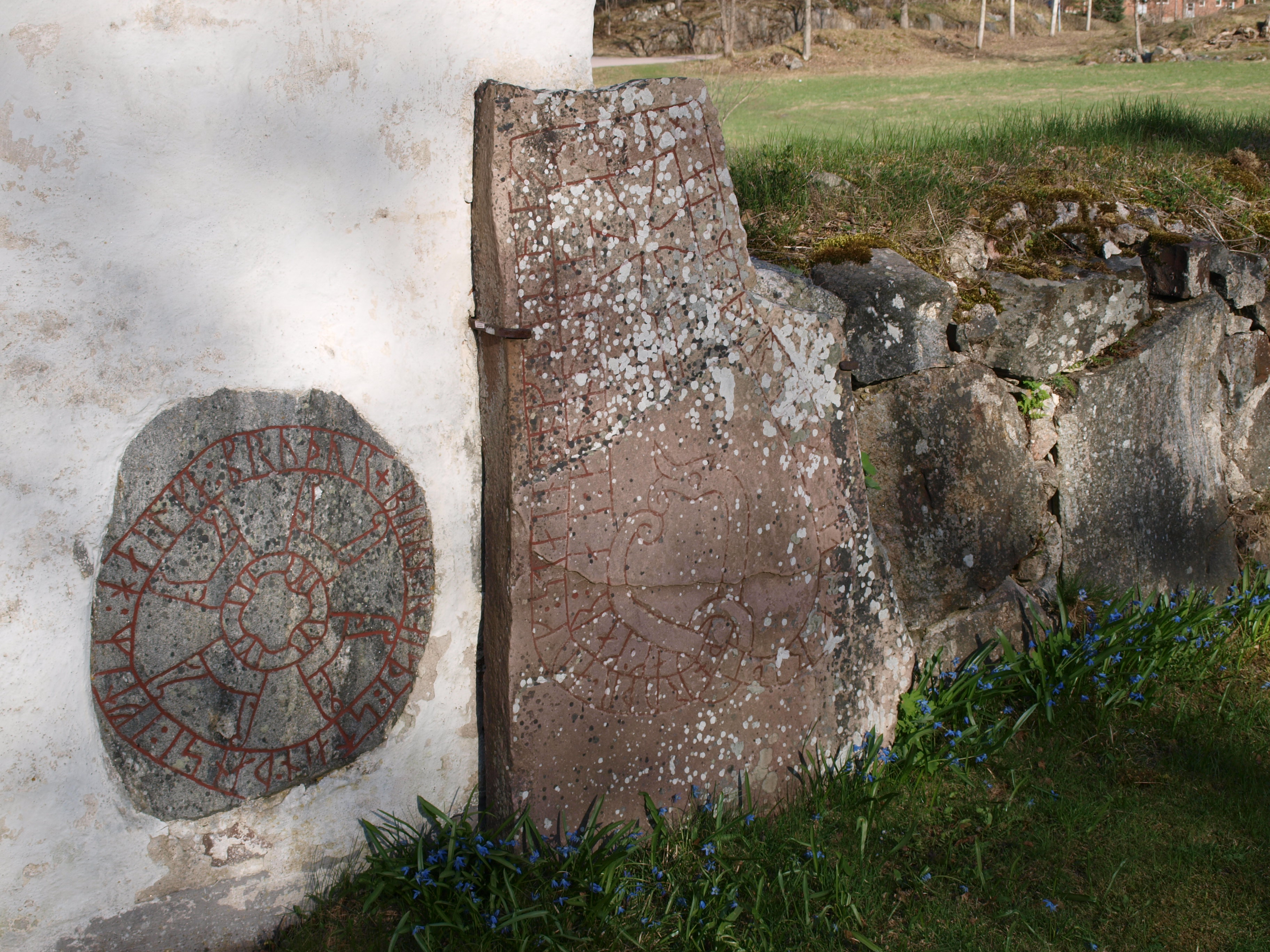
Runstenar vid Lids kyrka.
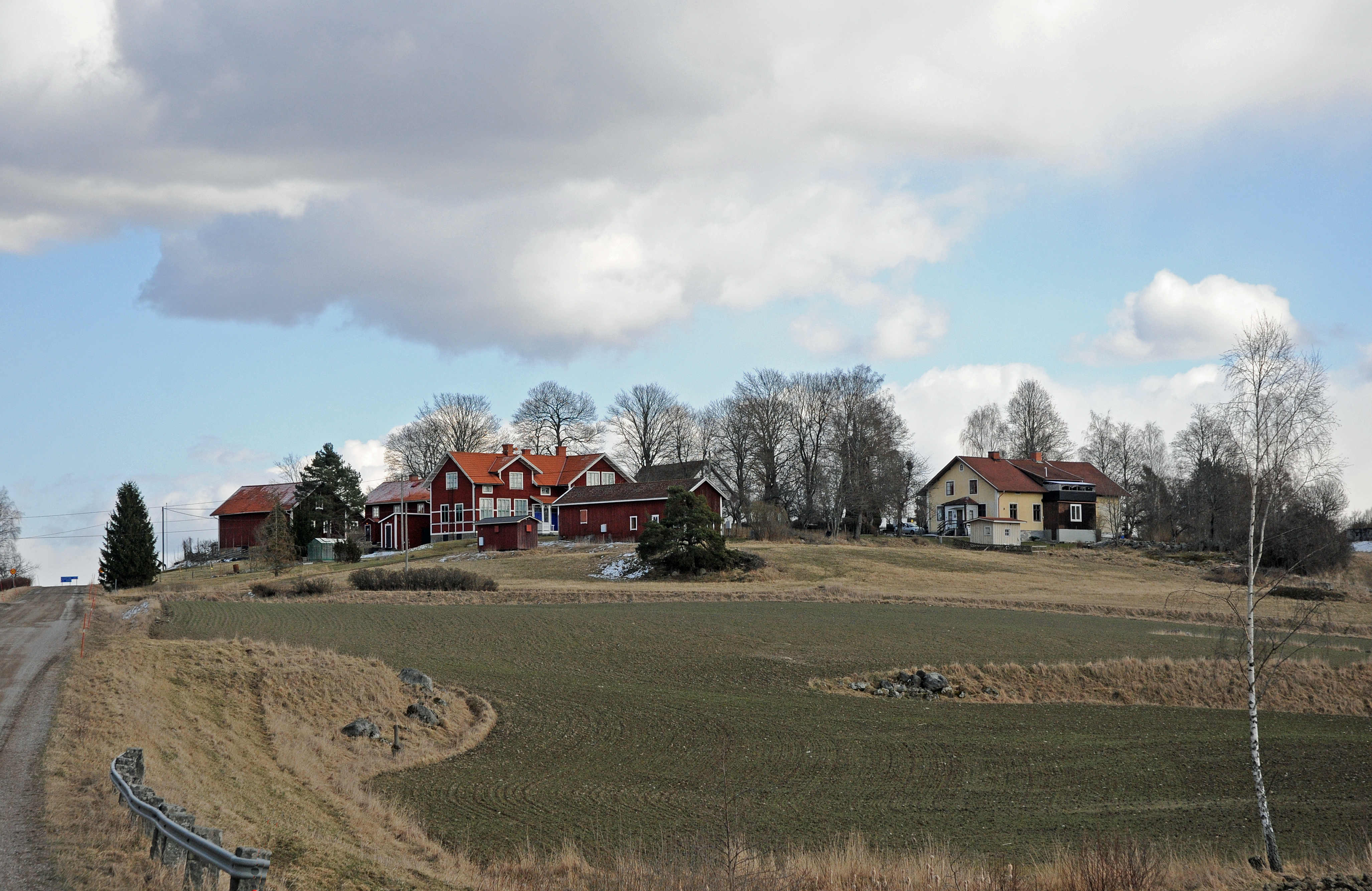
Lids kyrkby.
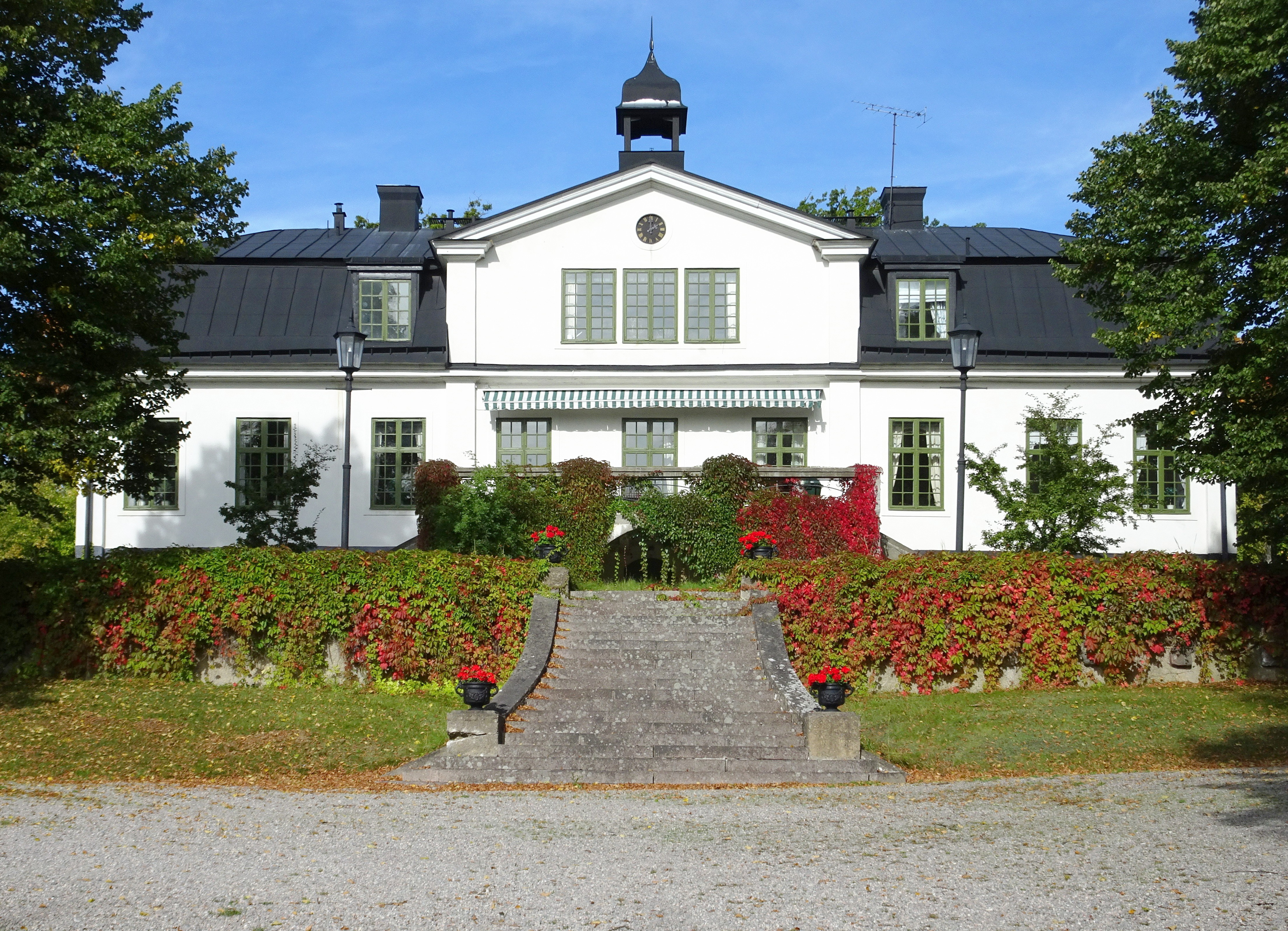
Kappsta gård.

## Namnet
Namnet (1275 Lyth) innehåller lid, 'sluttning syftande på den markerade sluttningen vid Lids kyrka.